# Гринбаум, Кайла
Кайла Гринбаум (англ. Kyla Greenbaum; 1922 — 15 июня 2017) — британская пианистка и композитор. Сестра композитора Хайама Гринбаума.

## Биография
Училась в Королевской Академии музыки. Много выступала с оркестрами под эгидой BBC — в частности, исполнив в одном из концертов Би-Би-Си промс фортепианный концерт Арнольда Шёнберга (1945, первое исполнение в Европе). Среди других значительных достижений Гринбаум — первое в Западной Европе исполнение Второго фортепианного концерта Прокофьева (1956) и Прелюдий и фуг Шостаковича (1970). На протяжении многих лет преподавала фортепиано в Королевской академии музыки и в Гилдхоллской школе музыки и драмы.
В музыке Гринбаум большое значение имеют еврейские темы; в частности, в 2006 г. к 80-летию Гринбаум была впервые исполнена её оратория «Песнь песней».
Кайле Гринбаум посвящена статья видного британского музыковеда Ханса Келлера «Кайла Гринбаум и психология современного художника» (англ. Kyla Greenbaum and the Psychology of the Modern Artist), оценивающая один из концертов Гринбаум 1949 г. как неудачу из-за того, что талант и индивидуальность исполнителя оказались подавлены духом времени, однако важная прежде всего не негативной оценкой концерта, а намётками складывавшейся методики келлеровского анализа музыки.

## Семья
Муж (с 1956) — Эндрю Кроукрофт (англ. Andrew Crowcroft; 25.11.1923 — 12.3.2002), психиатр;
- сын Джонатан
- дочь Наташа[4].